# Rostiger Schildkäfer

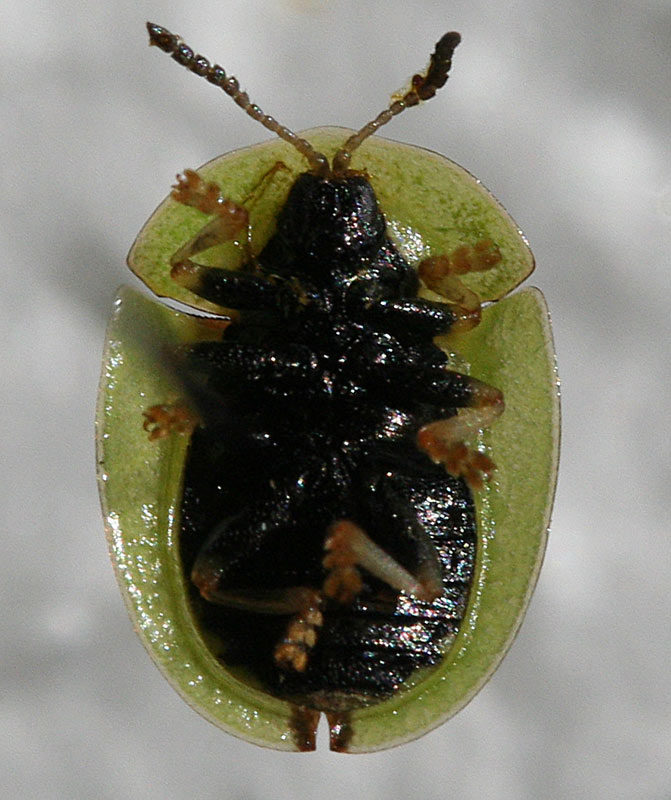
Ventralansicht von Cassida vibex

Der Rostige Schildkäfer (Cassida vibex) ist ein Käfer aus der Familie der Blattkäfer (Chrysomelidae). Er gehört zur Unterfamilie der Schildkäfer, von denen in Europa etwa 60 Arten vertreten sind. In Mitteleuropa kommen etwa 30 schwer voneinander zu unterscheidende Arten vor.

## Merkmale
Die Käfer sind 5,5–7 mm lang. Sie sind von kurzovaler Gestalt. Halsschild und Flügeldecken sind goldgrün gefärbt. Die Endglieder der Fühler sind schwarz gefärbt. Die Beine sind hell, nur die Femora sind mit Ausnahme der Spitze schwarz. Das Schildchen und der Nahtsaum der Flügeldecken sind rotbraun gefärbt. Letzterer reicht bis zur 1. Rippe und ist durch gelbe Flecke unterbrochen. Zwischen der 7. und 8. Punktreihe befindet sich auf halber Länge ein rotbrauner Fleck.

## Verbreitung
Die Art ist paläarktisch verbreitet. In Europa ist sie weit verbreitet., ihr Vorkommen reicht im Süden in den Mittelmeerraum und im Norden bis nach Skandinavien. In England ist sie weit verbreitet und häufig. Nach Osten reicht das Vorkommen über die Türkei (außer dem Südosten), Zentralasien und Sibirien bis China und Japan (Honshu, Hokkaido).

## Lebensweise
Die adulten Käfer beobachtet man von April bis September. Der typische Lebensraum der Käferart bilden Feldraine und Ruderalflächen. Man findet die Käfer häufig an Korbblütlern (Asteraceae) der folgenden Gattungen: Kratzdisteln (Cirsium), Ringdisteln (Carduus), Kletten (Arctium) und Flockenblumen (Centaurea). Die Käfer fressen von außen an den Blättern, die sie skelettieren können. In einer Studie zu möglichen biologischen Antagonisten von, eingeschleppten und als landwirtschaftliche Unkräuter wirkenden Distelarten wurde folgendes Wirtsspektrum experimentell und nach Literaturangaben ermittelt: Gattung Carduus: Carduus defloratus, C. crispus, C. pycnocephalus, C. tenuiflorus, C. nutans, C. personatus, außerdem an den Gattungen Cirsium, Centaurea, Arctium, Onopordum, Silybum, Serratula, Cnicus, Cartharnus, Cynara, Tanacetum, Xeranthemum, Echinops, Carlina, Helianthus, Chrysanthemum, Solidago, Erigeron, Aster, Taraxacum, Lactuca. Häufige Wirtspflanze in Mitteleuropa ist die Ackerdistel.

## Ähnliche Arten
- Cassida bergeali – langovale Gestalt, Schenkel an der Spitze ausgedehnter hell gefärbt.[3]

## Taxonomie und Systematik
Die Gattung Cassida ist in Europa mit knapp 60 Arten vertreten. Die Art gehört in der Gattung Cassida zur Untergattung Cassida s. str. Sie bildet darin mit den sehr ähnlichen Arten C.pannonica, C.bergeali, C.humeralis, C.fausti, C.elongata und C.inopinata die vibex-Artengruppe. Alle genannten Arten haben den rotbraunen Fleck entlang der Naht der Flügeldecken gemeinsam. Einige sind anhand von Färbungsmerkmalen der Schenkel (Femora) unterscheidbar, für eine genaue Artdiagnose ist aber die Form der Spermatheca der Weibchen heranzuziehen (nur am präparierten Tier, unter dem Mikroskop, möglich). Von den genannten Arten sind, neben vibex, aber nur bergeali und pannonica in Mitteleuropa zu erwarten. Der Gang der Spermatheca ist bei der Art stark verlängert und gewunden. Bei der Paarung schiebt das Männchen einen langen, Flagellum genannten Teil seines Begattungsapparats in die Spermatheca vor.